# Rock Vatos Locos
Rock Vatos Locos – album krakowskiego rapera Karramby. Wystąpili na niej tacy goście jak: Jezoos, Dziura, 4 Real, Domi. Płytę można kupić wyłącznie na stronie wydawcy, wytwórni 3pm. Na albumie znalazł się też cover Depeche Mode „My Joy”, przygotowany przez Karrambę na płytę w hołdzie tej grupie.

## Lista utworów
1. Fahr Nach Polen – Powerrr Rmx
2. Dzieci Gorszego Boga – Delicate Clean Version
3. Jaka Kochanie Twoja Cena? – Deutschland Version
4. Miasta Kłamstw – gościnnie: Dziura & 4 Real
5. Colosseum – Fight Version gościnnie: Jezoos – Dedicated K1 Fighters
6. Mój Własny Raj – Psychodelic Rmx
7. Święte Pięć Minut – Horizontal Killer Edit
8. My Joy – Tribute To Depeche Mode
9. Pocałuj Mnie… – Schwarzen Robotten Version
10. Jest Git! – Elektropunk Version gościnnie: Jezoos
11. Dla Ciebie Synu... – Giga Respect Version
12. Będziemy Mocni! – Crying Bells Rmx – Dedicated To Jp2